# Макграт, Алистер
А́листер Э́дгар Макгра́т (англ. Alister Edgar McGrath, род. 23 января 1953 года, Белфаст, Северная Ирландия, Великобритания) — британский англиканский священник, теолог и молекулярный биофизик. Профессор науки и религии факультета теологии и религии  Оксфордского университета и профессор богословия Грешем-колледжа (с 2014). Ранее был профессором богословия, духовенства и образования и главой Центра теологии, религии и культуры Королевского колледжа Лондона. Известен своими работами, посвящёнными естественному богословию, взаимодействию христианского богословия и естественных наук. Автор нескольких популярных книг, ставших бестселлерами. По убеждениям является теистическим эволюционистом.

## Биография
Алистер Макграт родился в Белфасте, Северная Ирландия, вырос в Даунпатрике. В сентябре 1966 года он стал студентом в Белфастского методистского колледжа, специализируясь в области фундаментальной математики, физики и химии. В 1971 году был избран для продолжения обучения в Уодхем-колледже Оксфордского университета, где его преподавателями были Джереми Р. Наулз и Р. Дж. Уильямс. После завершения специализации по химии в 1975 году он начал заниматься исследованиями в области молекулярной биофизики на кафедре биохимии Оксфордского университета под руководством профессора сэра Джорджа Чарльза Радда, который в настоящее время является заведующим кафедрой физиологии, анатомии и генетики Оксфордского университета. В 1975—1978 годах Макграт специализировался в аспирантуре Линакер-колледжа Оксфордского университета и в Мертон-колледже, затем в течение трёх месяцев специализировался в рамках Европейской организации по молекулярной биологии в университете Утрехта. В то же время Магкрат продолжал богословское образование в Оксфордском университете. В декабре 1977 года ему была присуждена степень доктора философии (PhD) Оксфордского университета за исследования в области естественных наук (молекулярная биофизика), а в 1978 году он завершил богословское образование. Взаимодействие христианского богословия и естественных наук стало основной темой его исследовательской работы и нашло своё наилучшее выражение в вышедшем в 2001—2003 года трёхтомном труде «Научное богословие» (англ. Scientific Theology).
С 1978 по 1980 год Макграт работал в Кембриджском университете в колледже св. Иоанна и готовился к рукоположению в Церкви Англии в Весткотт-Хаусе, Кембридж. В сентябре 1980 года он был рукоположён в сан диакона и начал служение в качестве куратора приходской церкви св. Леонарда в Уоллатоне, Ноттингем. В сентябре 1981 года Макграт был рукоположён в сан священника. В 1983 году назначен преподавателем христианского вероучения Уиклиф-холла в Оксфорде и сотрудником факультета теологии Оксфордского университета. В 1990 году был приглашённым профессором исторического богословия в Богословскую школу Университета Дрю в городе Мэдисон, штат Нью-Джерси.
В 1993 году Макграт был избран преподавателем-исследователем факультета теологии Оксфордского университета. С 1993 по 1997 год одновременно был  профессором богословия Регент-колледжа в Ванкувере. В 1995 году был избран главой Уиклиф-холла, а в 1999 году был награждён личной кафедрой теологии в Оксфордском университете и титулом «профессор исторического богословия». В 2001 году за исследования в области исторического и систематического богословия Макграт был удостоен степени доктора богословия (DD) Оксфордского университета. Макграт стал одним из основателей Международного общества по науке и религии. В 2004 году Макграт ушёл в отставку с поста главы Уиклиф-холла, чтобы стать первым директором только что организованного Оксфордского центра христианской апологетики. В 2005 году Макграт был избран членом Королевского общества искусств. В октябре 2006 года он был избран старшим научным сотрудником Харрис Манчестер-колледжа в Оксфорде, где начал руководить новым исследовательским проектом по естественному богословию, спонсируемым Фондом Джона Темплтона. Этот проект включает в себя организацию международной конференции по естественному богословию, которая была проведена в Оксфордском университете в июне 2008 года, а также престижные Гиффордовские лекции в 2009 году в Абердинском университете и лекции Хаслина в Кембриджском университете в 2009—2010 годах.
В сентябре 2008 года Макграт принял руководство вновь созданной кафедрой богословия, миссии и образования в департаменте образования и профессиональной подготовки в Королевском колледже Лондона и стал академическим главой Центра теологии, религии и культуры.
В 2014 году стал профессором богословия Грешем-колледжа.

## Убеждения и деятельность
Теистический эволюционист.
Основной исследовательский интерес Макграта в настоящее время сосредоточен в области, известной как «естественное богословие», которая в настоящее время возрождается. В 2008 году вышла книга «Открытый секрет: новый взгляд на естественное богословие» (англ. Open secret: A New Vision for Natural Theology), которая посвящена этой теме, как и Гиффордовские и Хаслинские лекции.
Макграт уважительно относится к взглядам атеистов, поскольку сам в прошлом был атеистом. В последние годы он особенно интересуется феноменом «научного атеизма» и занимается исследованием специфического подхода к атеизму, предпринятого оксфордским зоологом и популяризатором науки Ричардом Докинзом, в частности противоречивой и проблематичной, по мнению некоторых критиков, концепции «мемов» в объяснении Докинзом происхождения веры в Бога. Макграт весьма критичен к Ричарду Докинзу, называя его «поразительно невежественным в христианском богословии». Его книга «Докинз как иллюзия?» — ответ на книгу Докинза «Бог как иллюзия», была опубликована издательством SPKC в феврале 2007 года. В том же месяце Макграт имел два публичных диспута в Новом Орлеане по теме «Вредит ли религиозная вера здоровью общества, или является ли она необходимой, чтобы обеспечить моральные и этические основания здорового общества?», где он полемизировал с Дэниэлом Деннетом. Макграт регулярно занимается полемикой и диалогом с ведущими атеистами и научными скептиками и, в особенности, исследованием роли, которую играет Чарльз Дарвин в атеистической критике. В частности он дискутировал с Сьюзан Блэкмор, Стивеном Лоу и Дэвидом Хэлфандом.
Макграт является плодовитым писателем. Его книги переведены на 24 языка. В своих работах он часто ссылается на творения ранних отцов церкви, а также современных богословов, таких как Томас Торранс и Дж. А. Пэйкер. Макграт считает себя приверженцем «ортодоксального» направления, которое видит большую ценность в патристической традиции. Его области исследований включают догматическое богословие, церковную историю, взаимодействие науки и веры и другое.
Также Макграт известен как историк Реформации и исследователь богословских идей «магистерской Реформации».

## Научные труды
- Understanding the Trinity, Grand Rapids: Academie Books, 1988, ISBN 0-310-29680-3
- Understanding Doctrine, Grand Rapids: Zondervan Publishing House, 1992, ISBN 0-310-47951-7
- Bridge-Building, Leicester: Inter-Varsity Press, 1992, ISBN 0-85110-969-1
- Intellectuals Don't Need God & Other Modern Myths, Grand Rapids: Zondervan Publishing House, 1993, ISBN 0-310-59091-4
- The Renewal of Anglicanism, Harrisburg: Morehouse, 1993, ISBN 0-8192-1603-8
- A Life of John Calvin (1993) ISBN 0-631-18947-5
- A Passion for Truth: The Intellectual Coherence of Evangelicalism (1996) ISBN 0-8308-1866-9
- Iustitia Dei, Cambridge: Cambridge University Press, 1998, ISBN 0-521-62426-6
- Science and Religion: An Introduction (1998) ISBN 0-631-20842-9
- Historical Theology: An Introduction to the History of Christian Thought (1998) ISBN 0-631-20844-5
- I Believe: Exploring the Apostles' Creed (1998) ISBN 0-8308-1946-0
- T. F. Torrance: An Intellectual Biography (1999) ISBN 0-567-08683-6
- The Journey: A Pilgrim in the Lands of the Spirit (2000) ISBN 978-0-385-49588-2
- Christian Theology: An Introduction (2001) ISBN 0-631-22528-5  (often used as a seminary textbook)
- The Christian Theology Reader (2001) ISBN 0-631-20637-X  (containing primary sources referred to in his Christian Theology)
- In the Beginning : The Story of the King James Bible and How It Changed a Nation, a Language, and a Culture (2001) ISBN 0-385-72216-8
- Glimpsing the Face of God: The Search for Meaning in the Universe (2001) ISBN 0-8028-3980-0
- The Reenchantment of Nature: The Denial of Religion and the Ecological Crisis (2002) ISBN 978-0-385-50059-3
- Knowing Christ (2002) ISBN 0-385-50316-4
- A Scientific Theology[англ.] v. 3 (2003) ISBN 0-567-08349-7
- A Brief History of Heaven (2003) ISBN 0-631-23354-7
- The Intellectual Origins of the European Reformation (2003) ISBN 0-631-22939-6
- The Twilight of Atheism: The Rise and Fall of Disbelief in the Modern World[англ.] (2004) ISBN 0-385-50061-0
- Christianity's Dangerous Idea: The Protestant Revolution from the Sixteenth to the Twenty-First Century (2007) ISBN 978-0-06-082213-2
- The Dawkins Delusion? Atheist Fundamentalism and the denial of the divine (2007) ISBN 0-281-05927-6 (A critical response to Dawkins' book The God Delusion)
- The Open Secret: A New Vision for Natural Theology (2008) ISBN 978-1-4051-2691-5
- A Fine-Tuned Universe: The Quest for God in Science and Theology (2009) ISBN 0-664-23310-4
- Heresy: A History of Defending the Truth (2009) ISBN 978-0-06-082214-9
- Mere Theology: Christian Faith and the Discipleship of the Mind (2010) ISBN 0-281-06209-9
- Chosen Ones (Series: The Aedyn Chronicles Volume: 1) (2010) ISBN 0-310-71812-0
- Surprised by Meaning: Science, Faith, and How We Make Sense of Things (2011) ISBN 0-664-236-928
- Why God Won't Go Away: Engaging with the New Atheism (2011) ISBN 0-281-06387-7
- Flight of the Outcasts (Series: The Aedyn Chronicles Volume: 2) (2011) ISBN 0-310-71813-9
- Darkness Shall Fall (Series: The Aedyn Chronicles Volume: 3) (2011) ISBN 978-0-310-71814-7
- Reformation Thought: An Introduction (2012) ISBN 0-470-67281-1
- Darwinism and the Divine: Evolutionary Thought and Natural Theology (Oxford: Blackwell-Wiley, 2011). The 2009 Hulsean Lectures at the University of Cambridge
- The Intellectual World of C. S. Lewis (2013) ISBN 978-0-470-67279-2
- C. S. Lewis- A Life: Eccentric Genius, Reluctant Prophet (2013)
- Dawkins' God: Genes, Memes, and the Meaning of Life ([2004] 2015), 2nd ed., Wiley. ISBN 1-4051-2538-1 ISBN 0-281-05927-6 ISBN 978-1-4051-2538-3, pbk. (A critique of scientist Richard Dawkins' attitude towards religion)
- The Big Question: Why We Can’t Stop Talking About Science, Faith, and God (2015), St. Martin’s Press, ISBN 978-1-250-07792-9

### Переводы на русский язык
- Богословская мысль Реформации. / пер. с англ. — Одесса: ОБШ «Богомыслие», 1994. — 316 с. ISBN 5-7707-5698-5
- Понимание Троицы. — [Пер. с англ.] / Одесская Богословская Семинария, «Богомыслие». — Одесса: ОБС, 1995. — 160 c. ISBN 0-86065-512-1
- Введение в христианское богословие / пер. с англ.; Одесская богословская семинария ЕХБ. — Одесса : Богомыслие; СПб.: Библия для всех, 1998. — 493 с. (Библейская кафедра). ISBN 5-7707-5700-0
- Кто изобрёл Вселенную?: страсти по божественной частице в адронном коллайдере и другие истории о науке, вере и сотворении мира. — М.:АСТ, Прайм, 2016. — 350 с. (Золотой фонд науки). ISBN 978-5-17-098307-0 : 2500 экз.
- Жизнь Жана Кальвина. / пер. с англ. В. Г. Савенкова. — Минск: Евангелие и Реформация, 2016. — 416 с. ISBN 978-985-7122-18-9
- Опасная идея христианства. Протестантская революция: история с XVI до XXI века / пер. с англ. Е. А. Устинович. — СПб.: Библейская кафедра : Библия для всех, 2017. — 528 с. ISBN 978-5-7454-1460-2, 500 экз.
- Клайв Стейплз Льюис. Человек, подаривший миру Нарнию: подлинная история пророка, которого принимают за сказочника / пер. с англ. Л. Б. Сумм. — М.: Эксмо, 2019. — 518 с. (Жизнь гениев. Книги о великих людях). ISBN 978-5-04-094274-9 : 3000 экз
- «Бог» Докинза. От «Эгоистичного гена» к «Богу как иллюзии». — М.: Никея, 2022. — 272 с. ISBN 978-5-907457-76-8
- Просто апологетика. Как помочь ищущим и скептикам обрести веру. — «Христианский научно-апологетический центр» (перевод, оформление), 2022. — К.: «Книгоноша», 2023. – 234 с. ISBN 978-617-7930-22-7
- Нарративная апологетика.— «Христианский научно-апологетический центр» (перевод, оформление), 2023. — К.: «Книгоноша», 2023. – 234 с. ISBN 978-617-7930-36-4